# Antropologia dell'esperienza
L'antropologia dell'esperienza è il punto d'arrivo degli studi dell'antropologo Victor Turner. Nel suo lavoro in Africa tra gli Ndembu, individua la funzione processuale dei riti di passaggio: dagli studi di Arnold van Gennep deriva l'idea che nel momento di separazione o di margine, in cui il processo sociale "si ferma" è possibile discutere e passare in rassegna, criticare e rivedere, il sistema stesso. Sono i momenti in cui potremmo dire che "ci si guarda da fuori" e si elaborano nuove soluzioni comportamentali individuali e collettive. Questi momenti che, per quel che riguarda gli Ndembu, Turner chiama drammi sociali, sono all'origine di ogni riflessione e di ogni elaborazione: è questo sedimento che costruisce e struttura l'esperienza. Sono i momenti in cui vengono elaborate descrizioni e rappresentazioni che prendono la forma poetica o estetica, ma che nel flusso della vita quotidiana, servono a consolidare le esperienze formative di ciascuno.
Turner si rifà tanto a Dilthey quanto a Dewey e da qui struttura una pratica dell'esperienza che modella, amalgama, differenzia i comportamenti.